# Kurt Brey
Kurt Brey (* 1948 in Gefrees, Landkreis Bayreuth) ist ein deutscher Architekt, Stadtplaner und Hochschullehrer.

## Leben und Wirken
Kurt Brey studierte Architektur an der Hochschule Coburg sowie danach an der Technischen Universität Berlin und erwarb den akademischen Grad eines Diplom-Ingenieurs. Es folgte Berufspraxis als selbständiger Büromitinhaber in Berlin. Von 1977 bis 1982 war Brey wissenschaftlicher Assistent an der Technischen Universität Berlin. Am Fachbereich Gesellschafts- und Planungswissenschaften der Technischen Universität promovierte er 1984 zum Dr.-Ing. Ab 1983 leitete er zunächst das Stadtplanungsamt und dann das Referat Stadtentwicklung und Bauen der kreisfreien Stadt Amberg. Hervorzuhebende Projekte und Managementaufgaben waren die Altstadtsanierung, die Landesgartenschau und die Hochschulansiedlung. Es folgte 1994 die Berufung auf den Lehrstuhl für Städtebau und städtebauliches Entwerfen an der Hochschule für Technik und Wirtschaft Dresden. Seine Lehr- und Forschungsaufgaben wie auch die Praxistätigkeiten prägten städtebauliche Projekte, Entwicklungen und praktische Rechtsanwendungen. Brey war auch als Preisrichter in Architekturwettbewerben tätig. Von 1996 bis 2016 gehörte er als Mitglied dem Gutachterausschuss der Landeshauptstadt Dresden an. 1999 wurde er in die Deutsche Akademie für Städtebau und Landesplanung berufen.

## Städtebauliche Projekte und Gutachten (Auswahl)
- Dahlem Teil: 1. Städtebauliche Problemanalyse + Programmentwurf (1978)[3]
- Dahlem Teil: 2. Städtebauliche Konzeptplanung für den Bereich Dahlem (1980)[4]

### Bebauungspläne und Mitwirkung am Verfahren in den Städten
- Radebeul: „Waldstraße“ (2000 und 2010)[5]
- Nürnberg: Bebauungsplan Nr. 4494 mit Grünordnung „Dientzenhoferstraße“ (2001–2002)[6]
- Dresden: Vorhabenbezogener Bebauungsplan Nr. 627 Dresden-Naußlitz, Clara-Zetkin-Straße (2003–2005)[7]
- Leipzig: Änderung B-Plan Nr. E-215.1 „Zweinaundorfer Straße“ (2002–2004)[8]

### Rahmenpläne
- Wohngebiet auf dem ehemaligen US-Hospital in Nürnberg, 2004
- Wohnen im Sanierungsgebiet Dresden-Friedrichstadt, 2006[9]
- Wohn- und Freizeitprojekt Hory Karlovy Vary (CZ), 2007
- Südliche Innenstadt Coburg, Stadtraumanalyse und Planungsleitbild, 2007[10]
- Sozialcampus Hirschau, 2022[11]

### Vorbereitende Untersuchungen Sanierungsgebiete
- Erneuerungskonzept für das Sanierungsgebiet Hechtviertel S3 – Fortschreibung, 1995–2004[12]
- Stadt Amberg, San. D und K mit Rahmenplanung, 2003–2004[13]

### Integrierte städtebauliche Entwicklungskonzepte
- Stadt Hirschau, 2011–2014[14]
- Stadt Schnaittenbach, 2013–2017[15][16]

### Bebauungsplanentwürfe
- „Sozialcampus“ Münchner Straße der Gemeinde Neuried, 2020 und 2023[17][18]
- „Südwestliche Ortsmitte“ der Gemeinde Neuried bei München, 2023[19]

## Schriften
- Sorauer Strasse. Bestandsaufnahme, Analyse, Entwurf. Dokumentation einer Übung im Fach Grundlagen der Stadtplanung am Beispiel einer innerstädtischen Erneuerungsaufgabe in Berlin-Kreuzberg. Berlin 1979. ISBN 3-7983-0687-7[20]
- Städtebaulicher Entwurf mit Umsetzung in den Bebauungsplan. Dokumentation; Studentenarbeiten an der Oberstufe Architektur TU Berlin. Berlin 1980. ISBN 3-7983-0687-7[21]
- Neuere Wohnsiedlungsentwicklung in der Planungsregion Oberfranken-Ost, Bayern. Örtliches Planungsrecht und statistischer Befund. (Dissertation, 1984) DNB 860085333
- In 30 Jahren viel bewegt. Städtebauförderung in der Oberpfalz, Zwischenbericht zur Stadterneuerung in Amberg. (hrsg. von der Stadt Amberg) Amberg 2002.[22]
- als Herausgeber der Schriftenreihe Städtebau an der HTW Dresden (ISSN 1616-3257):[23]
- Heft 1: Ideenwerkstadt Johannstadt. 2000.
- Heft 2: Hochhaus am Albertplatz. 2001.
- Heft 3 (mit C. Scherzer und G. Pitzer): Wohnen am Rande der Stadt. 2002.
- Heft 4: Neue Nutzung in historischer Bausubstanz. Rittergut in Neukirch, Lausitz. 2004.
- Heft 5 (mit W. Wentzel): Dresden Albertstadt. Ideen und Projekte zwischen Stauffenbergallee und Königsbrücker Straße. 2008.
- Heft 6 (mit W. Wentzel): Berlin main station +. 2011.
- Heft 7 (mit W. Wentzel): Gleisdreieck Berlin in between. 2011.
- Heft 8 (mit W. Wentzel): Waterfront Vienna. 2012.
- Heft 9: München Adam-Erminger-Platz. 2012.
- Heft 10 (mit W. Wentzel): Hansa 2020 Berlin. 2012.

### Aufsätze
- Amberg. Gutachten zur geplanten Erneuerung des Altstadtgebiets „Nord-West“ 1969/1986. In: Deutsche Akademie für Städtebau und Landesplanung, Landesgruppe Bayern (Hrsg.): Denkanstöße. Gutachten der Landesgruppe Bayern zur Erneuerung von Städten und Dörfern und ihre Wirkung 1959–1989. München 1991, S. 46 ff.[24]
- Reitsportanlage Moritzburg. Beitrag in Vision und Re-Vision. In: M. Maedebach, A. Mensing–de Jong (Hrsg.): Planungen für die Olympischen Spiele 2012 in Leipzig. Dresden 2004, ISBN 3-00-013790-4, S. 56 ff.
- Internationales Studentenprojekt in Leipzig. Umnutzung und Brachflächenrecycling. In: Wissenschaftliche Zeitschrift HTW Dresden, Berichte und Informationen (ISSN 1433-4135), 17. Jahrgang 2009, Nr. 1, S. 12 ff.
- Evaluierung und Qualitätssicherung für die Erweiterungsplanung einer Schule in Plaffeien (CH). In: Wissenschaftliche Zeitschrift HTW Dresden, Berichte und Informationen, 17. Jahrgang 2009, Nr. 1, S. 14 ff.
- Zehrt sich die innere Kraft des bürgerlichen Zusammenhalts auf? In: Deutsche Akademie für Städtebau und Landesplanung (Hrsg.): Was hält die Stadt im Innersten zusammen? Stadtentwicklung als Gemeinschaftsaufgabe. Vorbereitender Bericht zur Jahrestagung 2005 in Magdeburg. Berlin 2005, S. 15 ff.[25]
- Dresden, Stadt der Wissenschaften? In: Magazin der Hochschule für Technik und Wirtschaft Dresden, 19. Jahrgang 2011, Nr. 2, S. 52 ff.[26]

### Forschungsprojekte mit Drittmittelfinanzierung
- HTW Dresden[27]
- Innerstädtisches Wohnen in München-Schwabing
- City Implants-Stadtentwicklung Südseite Hauptbahnhof Dresden
- Waterfront Vienna (AT)
- Umnutzung des Zisterzienserklosters Neuberg an der Mürz (AT)
- Gleisdreieck Berlin – in between
- Science Gate Dresden

### Fachvorträge
- Schloss Theuern: Landesgartenschauen, Ziele der Stadtentwicklung[28]
- DIW München: City centre rehabilitation and development. Economic Cooperation Bavaria-Andalusia-North Portugal-Valencia[29]
- Leibniz-Institut für ökologische Raumentwicklung e. V. Dresden IÖR: Historische Siedlungsformen in Sachsen[30]
- Amberg: 30 Jahre Stadterneuerung Amberg[31]
- riesa efau. Kulturforum Dresden e. V.: Museum für moderne Kunst in der Friedrichstadt Dresden[32]
- Musikhochschule Dresden: Städtebauliche Entwicklung des Wettiner Quartiers in Dresden[33]
- Sächsische Landesärztekammer: Entwicklungsstrategien für die ehemalige Militärstadt an der Stauffenbergallee[34]
- Neuer Sächsischer Kunstverein: Städtebauliche Situation im Bereich der St. Petersburger Straße in Dresden[35]
- HTW Dresden: Stadträume Dresden versus Shanghai[36]
- Expo-Real München: Visionen Bebauung Postplatz Dresden[37][38]
- Workshop Leipzig: Brachflächenrecycling am Beispiel des  Sulzerareals der Stadt Winterthur (CH)[39]
- Erasmus IP Workshop Neuberg an der Mürz (AT): Examples – Ancient cultur buildings meets modern architecture[40]
- Erasmus IP Workshop Ptuj (SLO): Examples – Old castel buildings meets modern architecture[41]
- FH Joanneum Graz (AT): Wiederaufbau der inneren Stadt vor und nach der politischen Wende[42]